# 라가리타 칼데라
라가리타 칼데라(La Garita Caldera)는 미국 콜로라도주 서남부 크리드 마을 인근 산후안산맥의 산후안 화산대에 있는 대형 칼데라이자 현재는 활동하지 않는 죽은 초화산이다. 콜로라도주 라가리타 바로 서쪽에 있다. 라가리타 칼데라를 만든 분화는 지구 역사상 가장 큰 화산 분화 중 하나로 꼽히며 가장 강력한 초화산 활동으로 보인다.

## 형성 시기
라가리타 칼데라는 지금으로부터 약 4천만년에서 1,800만년 전 콜로라도주, 유타주, 네바다주에서 일어난 대규모 이그님브라이트 분화 사건(제3기 중반 이그님브라이트 폭발)로 형성된 여러 칼데라 중 하나이며 올리고세 시기인 약 2,801만년 전(±4만년) 마지막으로 대규모 화산 분화가 일어났다.

## 영향 지역
라가리타 분화로 분출된 화산성 물질은 현대의 콜로라도주 거의 전체를 덮었다고 추정된다. 피시캐니언 응회암으로 알려진 이 퇴적물은 최소 28,000 km2 영역을 덮었으며 평균 두께는 약 100 m에 달한다. 이 분화로 넓은 지역에서 화산재도 떨어졌다고 추정되지만 아직까지 확실한 증거는 없다.

## 분화 규모
라가리타 분화의 규모는 신생대 시기 활동한 화산 중 와와스프링스 칼데라에 이어 두 번째로 크다. 피시캐니언 응회암의 부피는 5,000 km3으로 화산 폭발 지수 기준 VEI-8에 해당한다. 1980년 5월 18일 일어난 세인트헬렌스산의 분화 당시 분출물 부피인 1.0 km3의 5천배에 달한다. 인간이 만든 가장 강력한 폭발물인 차르 봄바는 폭발력이 50 Mt으로 라가리타 분화의 규모의 1/5000 정도이다.
피시캐니언 분화는 약 6,600만년 전 백악기-고진기 대량절멸을 일으킨 칙술루브 충돌구 이후 지구상에서 발생한 두 번째로 큰 에너지를 방출한 사건이다. 대량 멸종의 원인이 된 소행성 충돌은 TNT 100 Tt에 해당하는 크기로 피시캐니언 분화보다 약 420배 더 강력하다.

## 같이 보기
- 가장 큰 화산 분화 목록
- 휠러 지질지대
- 옐로스톤 칼데라
- 롱 밸리 칼데라

## 참고 문헌
- Lipman, Peter W.; Robinson, Joel E.; Dutton, Dillon R.; Ramsey, David W.; Felger, Tracey J. (2006). 《Geologic Map of the Central San Juan Caldera Cluster, Southwestern Colorado》. USGS Geologic Investigations Series I-2799. (includes maps, photo collection, and links to on-line abstracts)
- Mason, Ben G.; Pyle, David M.; Oppenheimer, Clive (2004). “The size and frequency of the largest explosive eruptions on Earth”. 《Bulletin of Volcanology》 66 (8): 735–748. Bibcode:2004BVol...66..735M. doi:10.1007/s00445-004-0355-9. S2CID 129680497.
- Askren, Daniel R.; Rodden, Michael F.; Whitney, James A. (1997). “Petrogenesis of Tertiary Andesite Lava Flows Interlayered with Large-Volume FelsicAsh-Flow Tuffs of the Western USA”. 《Journal of Petrology》 38 (8): 1021–1046. doi:10.1093/petrology/38.8.1021.
- Largest explosive eruptions: New results for the 27.8 Ma Fish Canyon Tuff and the La Garita caldera, San Juan volcanic field, Colorado
- The Mid-Tertiary Ignimbrite Flare-Up